# John Napier
John Napier od Merchistouna, poznat i kao Neper, Nepair, imenom Marvellous Merchiston (Edinburgh, 1550. – Edinburgh, 4. travnja 1617. godine), škotski velikaš (sedmi barun od Merchistouna), teolog, matematičar, fizičar, astronom i astrolog.

## Životopis
Njegov otac Sir Archibald Napier od Merchistona bio je značajna osoba u Škotskoj u 16. stoljeću. Obitelj Napier bila je u vlasništvu feuda Merchiston od prve polovice 15. stoljeća.
John se rodio u braku njegova oca i majke Janet Bothwell, sestre biskupa od Orkneyja.
Godine 1563. John se upisao na sveučilište St Andrews. Diplomu je vjerojatno stekao u inozemstvu, na sveučilištu u Parizu, a zna se i da je neko vrijeme boravio u Italiji i Nizozemskoj. Po povratku u Škotsku (do 1571.), izgradio je dvorac na feudu Gatness, oženio se Elizabethom Stirling, kćerkom matematičara Jamesa Stirlinga i napisao poznato teološko djelo Plaine Discovery of the Whole Revelation of St. John (1593.) u kojem kao uvjereni protestant napada papinsku doktrinu i katoličku Crkvu.
Godine 1579. umrla mu je žena ostavivši dvoje djece. Napier se kasnije ponovno oženio, Agnesom Chisholm s kojom je imao desetero djece.
Najpoznatiji je kao izumitelj logaritma i Napierovih kostiju, te zbog popularizacije uporabe decimalnog zareza.
Napierovo mjesto rođenja, Toranj Merchiston, Edinburgh, Škotska, sada je dio Sveučilišta Napier. Nakon što je umro od gihta, Napier je sahranjen u Crkvi St Cuthberta, Edinburgh.

## Doprinos matematici
Neper je relativno slabo poznat izvan matematičkih i inženjerskih krugova, u okviru kojih je napravio ključni pomak u uporabi matematike. Logaritmi su učinili ručno računanje puno jednostavnijim i bržim, i na taj način otvorili vrata mnogim kasnijim znanstvenim otkrićima. Njegovo najpoznatije djelo, Opis divnog kanona logaritama (lat. Mirifici Logarithmorum Canonis Descriptio) sadrži 37 stranica objašnjenja i devedeset stranica tablica, koje su olakšale dalji napredak astronomije, dinamike, fizike, i astrologije. Također je izumio Naperove kosti, jednu vrstu abakusa, odnosno naprave za jednostavnije računanje koja je bila napravljena od drveta i slonovače što je bio razlog za tako neobično ime.

## Neperovo ime
Po Johnu Napieru nazvana je alternativna jedinica za decibel kao i Sveučilište Napier, Edinburgh, Škotska.

## Djela
- Plaine Discovery of the Whole Revelation of St. John, 1593.
- Statistical Account
- Mirifici logarithmorum canonis descriptio, 1614.
- Construction of Logarithms, 1619.